# Rita Pulpers
Rita Pulpers (Engels: Rita Skeeter) is een personage uit de Harry Potterboekenreeks van J.K. Rowling. Ze is verslaggeefster en journaliste en werkt voor de krant de Ochtendprofeet en het roddelblad Heks en Haard. Ze maakt in haar stukken alles en iedereen op een gemene manier belachelijk, maar doet dat op zo'n manier dat de lezer haar verhalen gelooft. Pulpers maakt bovendien gebruik van een magische inktveer (een Fantaciteerveer), die voor haar het interview opschrijft en vreselijk aandikt terwijl zij zelf de geïnterviewde ondervraagt.
De naam van Pulpers is afgeleid van het woord pulppers, dat zoveel betekent als 'roddelpers'. De naam van haar dier, de tor (bug), betekent in het Engels ook 'afluisterapparaat'.
Pulpers is een ongeregistreerde faunaat. Ze kan in een tor veranderen en misbruikt dat om zo gesprekken af te luisteren zonder dat haar aanwezigheid opgemerkt wordt. Deze methode kon ze ongestraft gebruiken totdat Hermelien Griffel, een vriendin van Harry Potter, daar uiteindelijk in het vierde jaar achter kwam en haar opsloot in een glazen potje. Hermelien dreigt publiekelijk bekend te maken dat Pulpers een ongeregistreerde faunaat is en weet Pulpers hiermee te chanteren.
In het vijfde boek geeft Harry een interview aan Pulpers waarin hij vertelt over de avond dat Heer Voldemort teruggekeerd is. Pulpers is hiertoe gedwongen door Hermelien. Pulpers moest ook beloven het verhaal niet zoals gebruikelijk aan te dikken, maar Harry's verhaal letterlijk weer te geven.
Het artikel wordt geplaatst in het tijdschrift De Kibbelaar, waar Xenofilus Leeflang, de vader van Loena, de hoofdredacteur van is. Hoewel het interview in een ongewoon tijdschrift gepubliceerd wordt, weet Harry hierdoor wel veel mensen te overtuigen van het feit dat Heer Voldemort wel degelijk teruggekeerd is.

## Boeken
Pulpers heeft meerdere boeken geschreven, waaronder:
- Het leven en de leugens van Albus Perkamentus
- Armando Wafelaar: Meester of Minkukel?
- Snape: Scoundrel or Saint? (niet vertaald naar het Nederlands, letterlijk: Sneep: Schurk of Heilige?)

Ze heeft ook nog een bibliografie geschreven over Harry Potter. Hiervan is de titel niet bekend.

### Het leven en de leugens van Albus Perkamentus
In het zevende boek schrijft Pulpers een aantal artikelen voor de Ochtendprofeet over Albus Perkamentus, en brengt ze later ook een biografie uit getiteld Het leven en de leugens van Albus Perkamentus. Hierin wordt onder meer onthuld dat Perkamentus in zijn jonge jaren banden had met Grindelwald. In het boek zitten elementen van waarheid, hetgeen blijkt wanneer Harry het echte verhaal te horen krijgt van Perkamentus' broer Desiderius. Pulpers laat uitlekken dat ze de informatie onder andere aan Mathilda Belladonna ontfutseld heeft, mogelijk met hulp van Veritaserum.